# All India Anna Dravida Munnetra Kazhagam
All India Anna Dravida Munnetra Kazhagam este un partid politic din India.
Partidul a fost fondat în anul 1972 de către MG Ramachandran.
Liderul partidului este OPS-EPS.
La alegerile parlamentare din anul 2004, partidul a obținut 8 547 014 de voturi (2.2 %).
Dar partidul nu a reușit să câștige nici un loc în parlament.